# فرودگاه اوسینسک

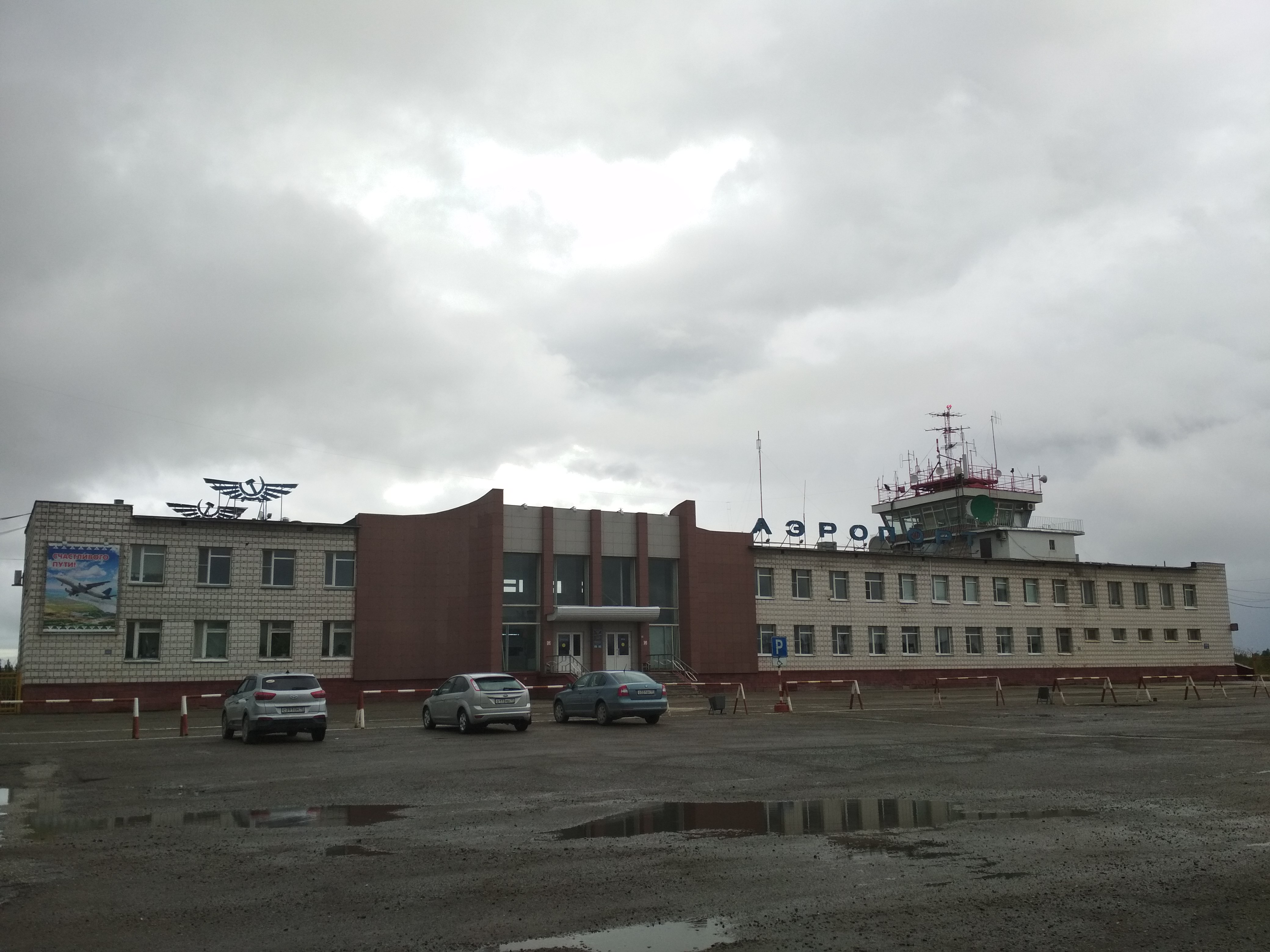
فرودگاه اوسینسک

فرودگاه اوسینسک (به روسی: Усинск) فرودگاهی عمومی واقع در اوسینسک در کشور روسیه است.

## شرکت‌های هواپیمایی و مقصدهای پروازی
| شرکت‌های هواپیمایی | مقصدهای پروازی                            |
| ----------------- | ----------------------------------------- |
| کومی‌اویاترنس      | تالاگی، دوموده‌دوو، سیکتیوکار، اوفا، اوختا |
| یوتی‌ایر اوییشن    | ونوکووا                                   |